# Tabaré González (futbolista)
Pio Tabaré González Buttini, mayormente conocido como Tabaré González (Uruguay; 4 de noviembre de 1943), es un exfutbolista y
Campeón Mundial uruguayo. Su posición era defensa central, aunque también podía jugar medio de contención.

## Trayectoria

### Como futbolista
El jugador defensivo González, cuyos padres murieron en un accidente de tránsito, creció sin hermanos en Santa Lucía, en el distrito Santiago Vásquez del departamento de Montevideo.
Después de estar inicialmente activo en un club de su barrio, se unió a Defensor Sporting y luego al Nacional de Montevideo. Durante su juventud también trabajó como portero en un casino.
Perteneció a la plantilla del Club Atlético Peñarol en la Primera División Uruguay de 1966 a 1969 y nuevamente de 1971 a 1972. En la Copa Libertadores de 1966, su equipo llegó a la final ante el River Plate de Argentina. Si bien no entró en juego en las dos primeras finales, González fue sustituido por el técnico Roque Máspoli en la tercera final decisiva y lo por tanto participó directamente en la conquista del título. En los partidos de la Copa Intercontinental de 1966, que los montevideanos también consiguieron con dos victorias por 2-0 sobre el Real Madrid, sí tuvo participación. Su club también ganó el campeonato uruguayo en las temporadas 1967 y 1968. En 1969, los carboneros también salieron campeones en la Supercopa de Campeones Intercontinentales.
En las temporadas 1972/73 y 1973/74 estuvo en activo en el Atlético Español de México y marcó dos goles en primera división. Después se trasladó a Unión de Curtidores también de la Primera División mexicana. Allí jugó desde la temporada 1974/75 hasta la temporada 1976/77 y disputó al menos 25 partidos de liga logrando anotar un gol.

### Como artista de circo
Después de retirarse del fútbol se dedicó a la carrera como artista de circo y a la magia. Posee tres récord guiness bajo este oficio, razón por lo que es conocido como el Record Guiness Man. El primero de ellos fue en 1979 cuando escapó de unas cadenas sumergido en el agua, en tan sólo 15 segundos. El segundo de ellos fue saltar a bordo de una moto, sobre 22 autos, y el tercero lo ganó al enterrarse vivo.

## Clubes
| Club                | País    | Año         |
| ------------------- | ------- | ----------- |
| Peñarol             | Uruguay | 1966 - 1971 |
| Atlético Español    | México  | 1972 - 1973 |
| Unión de Curtidores | México  | 1974 - 1976 |

## Palmarés

### Campeonatos nacionales
| Título              | Club    | País    | Año  |
| ------------------- | ------- | ------- | ---- |
| Campeonato Uruguayo | Peñarol | Uruguay | 1967 |
| Campeonato Uruguayo | Peñarol | Uruguay | 1968 |

### Campeonatos internacionales
| Título                | Club    | País    | Año  |
| --------------------- | ------- | ------- | ---- |
| Copa Libertadores     | Peñarol | Uruguay | 1966 |
| Copa Intercontinental | Peñarol | Uruguay | 1966 |